# Prosopocera subsenegalensis
Prosopocera subsenegalensis là một loài bọ cánh cứng trong họ Cerambycidae.